# Mistrovství Evropy v boxu 1925
I. mistrovství Evropy v boxu proběhlo ve Stockholmu, Švédsko ve dnech 11. až 15. května 1925. Organizátorem turnaje mistrovství Evropy byla Fédération Internationale de Boxe Amateur (FIdeBA).

## Československá stopa
Československo nebylo v roce 1925 členem FIdeBA a mistrovství Evropy se neúčastnilo.

## Výsledky
| Muži     | Zlato                   | Stříbro               | Bronz                 | 4. místo                |
| -------- | ----------------------- | --------------------- | --------------------- | ----------------------- |
| –50,8 kg | Émile Pladner (FRA)     | William James (ENG)   | Karl Schulze (GER)    | Fredrik Mikkelsen (DEN) |
| –53,5 kg | Archibald Rule (ENG)    | Franz Dübbers (GER)   | Axel Norman (NOR)     | Roche (FRA)             |
| –57,2 kg | Oscar Andren (SWE)      | Jakob Domgörgen (GER) | Richardt Madsen (DEN) | Frederick Perry (WAL)   |
| –61,2 kg | Selfrid Johansson (SWE) | Signaller Viney (ENG) | Arne Sande (DEN)      | Rudolf Mikkelsen (NOR)  |
| –66,7 kg | Harald Nielsen (DEN)    | Helge Ahlberg (SWE)   | Hein Müller (GER)     | Benjamin Marshall (WAL) |
| –72,6 kg | Francis Crawley (ENG)   | Hans Holdt (DEN)      | Franz Krüppel (GER)   | Vito Perrelet (SUI)     |
| –79,4 kg | Thyge Petersen (DEN)    | Nils Ramm (SWE)       | Karel Miljon (NED)    | Thomas Harrison (ENG)   |
| +79,4 kg | Bror Persson (SWE)      | Dudley Lister (ENG)   | Helmut Siewart (GER)  | —                       |

## Medailová bilance
V boxu se rozdělilo celkem 8 sad medailí.
| Pořadí | Stát               |       | Muži    | Muži  | Muži | Celkem |
| Pořadí | Stát               | Zlato | Stříbro | Bronz |      | Celkem |
| ------ | ------------------ | ----- | ------- | ----- | ---- | ------ |
| 1.     | Švédsko (SWE)      |       | 3       | 2     | 0    | 5      |
| 2.     | Anglie (ENG)       |       | 2       | 3     | 0    | 5      |
| 3.     | Dánsko (DEN)       |       | 2       | 1     | 2    | 5      |
| 4.     | Francie (FRA)      |       | 1       | 0     | 0    | 1      |
| 5.     | Německá říše (GER) |       | 0       | 2     | 4    | 6      |
| 6.     | Norsko (NOR)       |       | 0       | 0     | 1    | 1      |
| 6.     | Nizozemsko (NED)   |       | 0       | 0     | 1    | 1      |
| Celkem | Celkem             |       | 8       | 8     | 8    | 18     |